# Campionati europei di pugilato dilettanti femminili 2022
I campionati europei di pugilato dilettanti femminili 2022 si sono svolti presso il Mediterranean Sport Center di Budua, in Montenegro, dal 14 al 22 ottobre 2022. È stata la 13ª edizione della competizione organizzata dall'organismo di governo europeo del pugilato dilettantistico, EUBC.

## Nazioni partecipanti
- Armenia (7)
- Azerbaigian (5)
- Bielorussia (6)
- Croazia (2)
- Danimarca (1)
- Finlandia (7)
- Francia (5)
- Galles (1)
- Georgia (3)
- Germania (5)
- Grecia (5)
- Inghilterra (6)
- Irlanda (10)
- Italia (9)
- Kosovo (1)
- Lituania (4)
- Moldavia (3)
- Montenegro (3)
- Paesi Bassi (2)
- Polonia (9)
- Rep. Ceca (5)
- Romania (5)
- Serbia (6)
- Slovacchia (3)
- Spagna (6)
- Svezia (6)
- Svizzera (2)
- Turchia (9)
- Ucraina (12)
- Ungheria (7)

## Podi
| Specialità                 | Oro                  | Argento            | Bronzo                                   |
| Pesi paglia (kg 48)        | Sevda Asenova        | Roberta Bonatti    | Shannon Sweeney Demie-Jade Resztan       |
| Pesi mosca leggeri (kg 50) | Buse Naz Çakıroğlu   | Caitlin Fryers     | Giordana Sorrentino Anakhanim Ismayilova |
| Pesi mosca (kg 52)         | Tetyana Kob          | Venelina Poptoleva | Olena Savchuk Emma Jokiaho               |
| Pesi gallo (kg 54)         | Anastasiia Kovalchuk | Bojana Gojković    | Stanimira Petrova Ekaterina Sycheva      |
| Pesi piuma (kg 57)         | Irma Testa           | Svetlana Staneva   | Michaela Walsh Olga Papadatou            |
| Pesi leggeri (kg 60)       | Kellie Harrington    | Lenka Bernardová   | Donjeta Sadiku Ana Starovoitova          |
| Pesi superleggeri (kg 63)  | Amy Broadhurst       | Mariia Bova        | Sara Beram Sona Harutyunyan              |
| Pesi welter (kg 66)        | Stefanie von Berge   | Aneta Rygielska    | Jelena Janićijević Busenaz Sürmeneli     |
| Pesi superwelter (kg 70)   | Ani Hovsepyan        | Christina Desmond  | Tamara Radunović Melissa Gemini          |
| Pesi medi (kg 75)          | Aoife O'Rourke       | Elżbieta Wójcik    | Love Holgersson Anastasiia Chernokolenko |
| Pesi mediomassimi (kg 81)  | Aoife O'Rourke       | Elżbieta Wójcik    | Love Holgersson Anastasiia Chernokolenko |
| Pesi massimi (kg 81+)      | Mariia Lovchynska    | Aynur Rzayeva      | Şennur Demir Daria Kozorez               |

## Medagliere
Nazione ospitante 
| Posiz. | Nazione     | Oro | Argento | Bronzo | Totale |
| ------ | ----------- | --- | ------- | ------ | ------ |
| 1      | Irlanda     | 3   | 2       | 2      | 7      |
| 2      | Ucraina     | 3   | 1       | 2      | 6      |
| 3      | Bulgaria    | 1   | 2       | 1      | 4      |
| 4      | Italia      | 1   | 1       | 3      | 5      |
| 5      | Armenia     | 1   | 0       | 2      | 3      |
| 5      | Turchia     | 1   | 0       | 2      | 3      |
| 7      | Lituania    | 1   | 0       | 1      | 2      |
| 8      | Germania    | 1   | 0       | 0      | 1      |
| 9      | Polonia     | 0   | 3       | 0      | 3      |
| 10     | Azerbaigian | 0   | 1       | 1      | 2      |
| 10     | Montenegro  | 0   | 1       | 1      | 2      |
| 12     | Rep. Ceca   | 0   | 1       | 0      | 1      |
| 13     | Croazia     | 0   | 0       | 1      | 1      |
| 13     | Inghilterra | 0   | 0       | 1      | 1      |
| 13     | Finlandia   | 0   | 0       | 1      | 1      |
| 13     | Grecia      | 0   | 0       | 1      | 1      |
| 13     | Kosovo      | 0   | 0       | 1      | 1      |
| 13     | Moldavia    | 0   | 0       | 1      | 1      |
| 13     | Serbia      | 0   | 0       | 1      | 1      |
| 13     | Svezia      | 0   | 0       | 1      | 1      |
| 13     | Ungheria    | 0   | 0       | 1      | 1      |
| Totale | Totale      | 12  | 12      | 24     | 48     |